# 和久田武

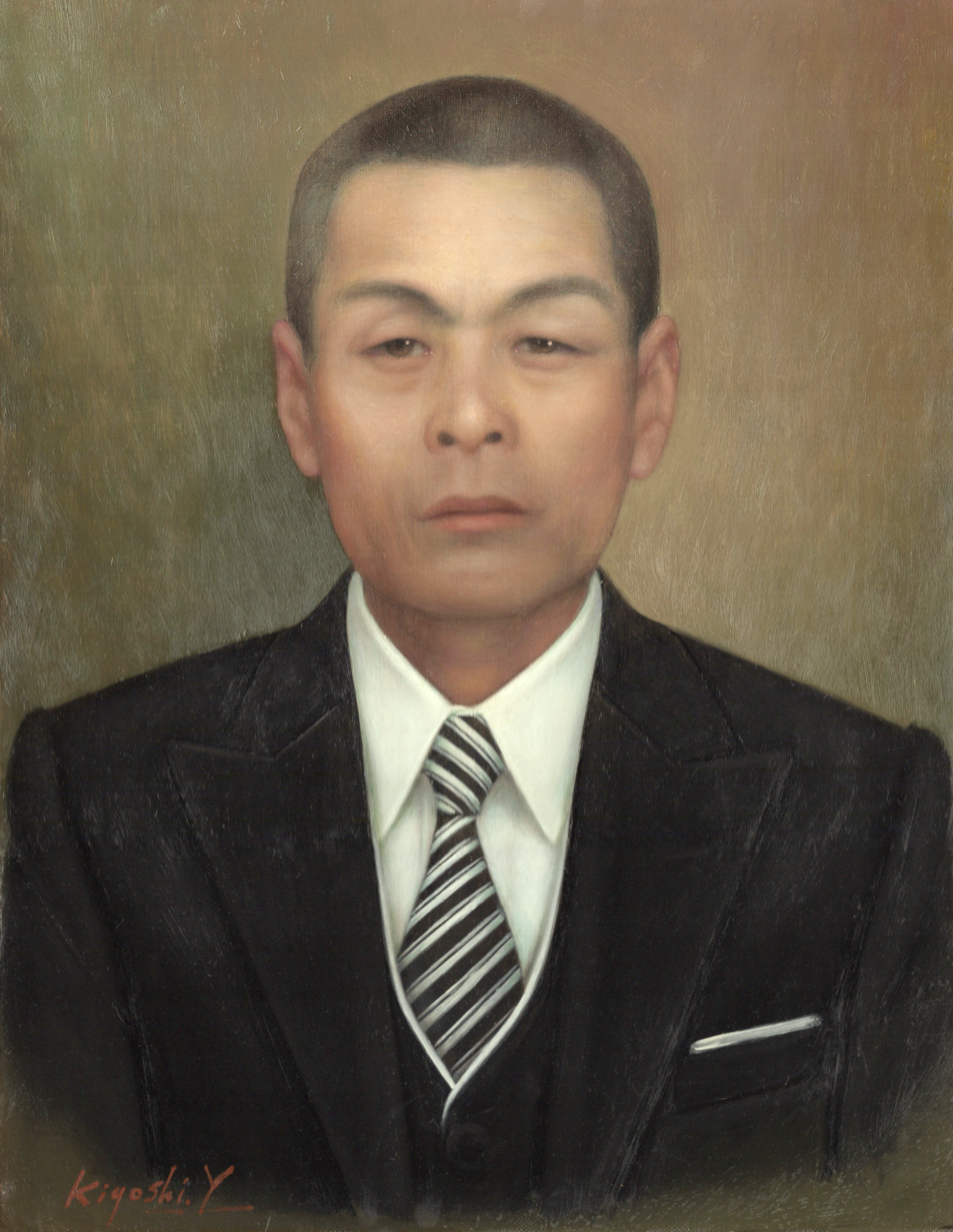
和久田 武

和久田 武（わくた たけし、1895年（明治28年）4月15日 - 1971年（昭和46年）12月3日）は、日本の政治家。
可美村議会議員を計3期、第20代可美村長を務めた。
妻のていの父は可美村村長の高橋岩吉(1866〜1925)
肖像画は平成元年11月18日に村政75周年記念式典で村政功労者表彰時に次男の市郎が贈呈された物。

## 経歴
1895年（明治28年）4月15日､父:又八郎、母:そでの次男として静岡県敷知郡可美村高塚（現在の浜松市中央区高塚町）に生まれる。
1910年（明治43年）に浜松町立商業学校予科を中退後、農業に従事。
大正8年9月25日に次男市郎誕生（平成29年3月27日没）
大正10年10月21日に三男光次誕生（令和4年6月27日没）
大正13年4月20日に四男春平誕生（昭和20年7月12日対馬海峡にて戦死）
大正15年9月26日に五男昇誕生
1937年（昭和12年）から1947年（昭和22年）までの可美村議会議員を2期10年務めた。
1942年(昭和17年)高塚副自治会長
1943年(昭和18年)高塚自治会長
1945年(昭和20年)高塚自治会長
1948年（昭和23年）、可美村長に当選を果たし、1952年（昭和27年）まで1期4年務めた。
1948年(昭和23年)4月より翌年3月まで可美小学校PTA会長就任
1951年（昭和26年）7月より4期12年農業委員を務める
1955年(昭和30年)高塚自治会長
1956年（昭和31年）6月には会長に就任、以後同職を約4年間務めた。
1957年（昭和32年）12月、可美南部土地改良区の設立承認を受け理事長に就任。124ヘクタールの土地改良事業の完成に尽力した。
1959年（昭和34年）5月、可美村議会議員に三度目の当選を果たし、4年間議長職を務めた。国民健康保険運営協議会委員(公益)を担当
1971年(昭和46年)12月3日に76歳で死去。戒名は賢峰良樹居士。墓所は現在の浜松市中央区高塚町にある高蔵寺。
| スタブアイコン | サブスタブ | この項目は、まだ閲覧者の調べものの参照としては役立たない、人物に関連した書きかけの項目です。この項目を加筆・訂正などしてくださる協力者を求めています（P:人物伝/PJ:人物伝）。 |